# Shena
Shena (właściwie Shèna McSween, ur. 1977 w Wielkiej Brytanii) – wokalistka muzyki tanecznej, ukończyła studia Royal Academy of Music.
Wcześniej grała w musicalach, i śpiewała w chórkach, na międzynarodowych tournée. Jako wokalistka śpiewała z wieloma gwiazdami takimi jak Alex Gaudino.
Aktualnie nazywa się Shena Winchester po poślubieniu Jamesa Winchestera. Przede wszystkim zasłynęła z utworu Michael Graya pod tytułem "The Weekend", w którym podkładała wokal. Był on TOP 1 w Polsce, na Węgrzech i w innych państwach, a także w TOP 20 w innych państwach Ameryki Północnej, jak i Południowej. Utwór osiągnął dużo pozytywnych opinii.

## Dyskografia

### Albumy
- 2003 B.I.T.C.H.
- 2009 One Man Woman
- 2010 2079
- 2011 My Brave Face

### Single
- 1995 You Belong to Me (with JX)
- 1996 There's Nothing I Won't Do (with JX)
- 1996 More Than Woman
- 1997 Close To Your Heart (with JX)
- 1997 Let The Beat Hit 'Em
- 1998 Hot Stuff (with Arsenal FC & Friends)
- 2000 Dynamite (Dancehall Queen) (with Dinamyte)
- 2001 I Can Cast A Spell (under the alias 'Cloudburst' with Disco-Tex)
- 2001 I'll Be Waiting (with Full Intention)
- 2002 Comin' At Ya (with Soul Avengerz)
- 2003 Wilderness (with Jurgen Vries)
- 2003 Turn My World (with Skyy)
- 2004 No More (with Bhooka and T-Bone)
- 2004 Dirty Little Dream (with Per Qx)
- 2004 The Weekend (with Michael Gray)
- 2005 Your Day Is Coming (with Full Intention)
- 2005 1000 Years (Just Leave Me Now) (with Jupiter Ace)
- 2005 Rock Me Dirty
- 2006 Friday Night (with Sex Machine)
- 2006 Do It Again (with Disco Freaks)
- 2007 Dare Me (Stupidisco) (with Junior Jack)
- 2007 The Real Thing (with Cloudskippers)
- 2007 Guilty (with De Souza)
- 2007 Altered State Of Mind (with Mr Groove & Vergas)
- 2007 Still In Love (with Notus)
- 2007 I've Found The Love (with Weekend Masters)
- 2007 Let Your Mind Go (with Starchaser)
- 2007 Fallin' (with Dirty High)
- 2007 The Power Of One (with DT8 Project)
- 2007 Lifting (with Warren Clarke)
- 2007 Electrosexual
- 2008 Watch Out (with Alex Gaudino)
- 2008 Fantasy (with Solitaire)
- 2008 Bitch Is Back (with Warren Clarke & Jonni Black)
- 2008 Why Did Ya (with The BeatThiefs)
- 2008 One Man Woman
- 2008 Got To Be Real (with Electric Allstars)
- 2012 Explosion 2012 (with Kalwi & Remi)